# Kostelní Vydří
Kostelní Vydří település Csehországban, a Jindřichův Hradec-i járásban. Kostelní Vydří Dačice, Volfířov és Zadní Vydří településekkel határos. Lakosainak száma 166 fő (2024. január 1.).

## Népesség
A település lakosságának változását az alábbi diagram mutatja:
| Lakosok száma | 348  | 419  | 399  | 273  | 192  | 158  | 164  | 160  | 156  | 166  |
|               | 1869 | 1890 | 1921 | 1950 | 1980 | 2001 | 2017 | 2019 | 2022 | 2024 |